# Parectropis subflava
Parectropis subflava là một loài bướm đêm trong họ Geometridae.